# Juist
Juist er en lav sandø i den sydlige del af Nordsøen i Landkreis Aurich i den tyske delstat Niedersachsen. Juist er en af de Østfrisiske øer og regnes som en del af det historiske landskab Østfrisland.
Øen har et areal på 17 km² og 1.400 indbyggere. Øen er kendt for sine badestrande. Juist er en selvstændig kommune bestående af to byer, Ostdorf og Loog.

## Historie
Juist blev dannet i forbindelse med en kraftig stormflod, Allehelgensfloden 1170, da den skiltes fra blandt andet Borkum.
Øen har været beboet siden omkring år 1400. I 1500-tallet fandtes et ret omfattende landbrug på øen, men blandt andet Allehelgensfloden 1570 førte til vanskeligheder for landbruget. En ny stormflod 1651 (Petriflut) førte til at øens kirke nole år senere styrtede sammen. Nye stormfloder, blandt andet julestormfloden 1717 medførte at mange mennesker druknede og huse blev ødelagt. År 1779 opbyggedes en ny by på øen og øens femte kirke blev bygget.

## Erhvervsliv
Erhvervslivet på Juist domineres af turismen, med omkring 92.000 overnatninger om året. Juist. Juist er bilfri og nås med færge fra byen Norden.